# うらはら
「うらはら」は、工藤静香の通算16枚目のシングル。1992年5月21日にポニーキャニオンから発売された。

## 概要
前作「めちゃくちゃに泣いてしまいたい」から4か月ぶりにリリースされたシングル。表題曲の作詞は本作で3作連続となる松井五郎が手掛け、カップリング曲「20才のシナリオ」は工藤自身が作詞を手掛けている。

## 収録曲
全作曲・編曲：後藤次利
1. うらはら（4:51）
作詞：松井五郎
2. 20才のシナリオ（4:59）
作詞：愛絵理
3. うらはら（less vocal）

## 収録アルバム
うらはら
- Super Best
- ミレニアム・ベスト
- My Heartful Best -松井五郎コレクション-

※オリジナルアルバムには未収録
20才のシナリオ
- 20th Anniversary B-side collection